# 語言學之爭
語言學之爭是美國生成語言學派內部一場漫長的學術爭論，主要發生在1960年代和1970年代，源於諾姆·喬姆斯基與早期同事和博士生之間的思想分歧。這場爭論始於1967年，當時語言學家保羅·波斯特、“哈吉”·羅斯、喬治·萊考夫和詹姆斯·麥考利（他們自封為「啟示錄中的四騎士」）提出了生成語義學的替代理論，該理論從本質上顛覆了喬姆斯基的生成文法理論，認為喬姆斯基所提出的深層結構概念，其基礎是語義而非文法。喬姆斯基和其他生成語法學家認為句子的意義是源於句法，而生成語義學家則認為句子的句法源於意義。 
最終，生成語義學催生了另一種語言學範式「認知語言學」，它試圖將對語言的理解與認知心理學的概念聯繫在一起，如記憶、知覺和分類。生成文法學家的操作前提是，心靈有個獨特且獨立的模塊來負責語言習得，而認知語言學家則否認這一點。相反地，他們斷言，對語言現象的處理是由概念的深層結構決定的，更重要的是，用於處理這些資料的認知能力與其他非語言任務的認知能力相似。 

## 書籍
《語言學之爭》是蘭迪·艾倫·哈里斯（Randy Allen Harris）在1993年所出版的書籍的名稱。 
它談及了喬姆斯基和其他重要人物（萊考夫、波斯特等人）的爭議議題，也強調了某些理論是如何發展的，以及它們的哪些重要特徵影響了現代語言學理論。 